# 马尔让西
马尔让西（法語：Margency，法語發音：[maʁʒɑ̃si] ⓘ）是法国法兰西岛大区瓦兹河谷省的一个市镇，属于萨塞勒区。

## 地理
马尔让西（49°0'7"N, 2°17'22"E）面积0.72 平方千米，位于法国法蘭西島大區瓦兹河谷省，该省份为法国北部内陆省份，北起瓦兹省，西接厄尔省，南至塞纳-圣但尼省、上塞纳省和伊夫林省，东临塞纳-马恩省。
与马尔让西接壤的市镇（或旧市镇、城区）包括：昂迪伊、欧博讷、蒙利尼翁。

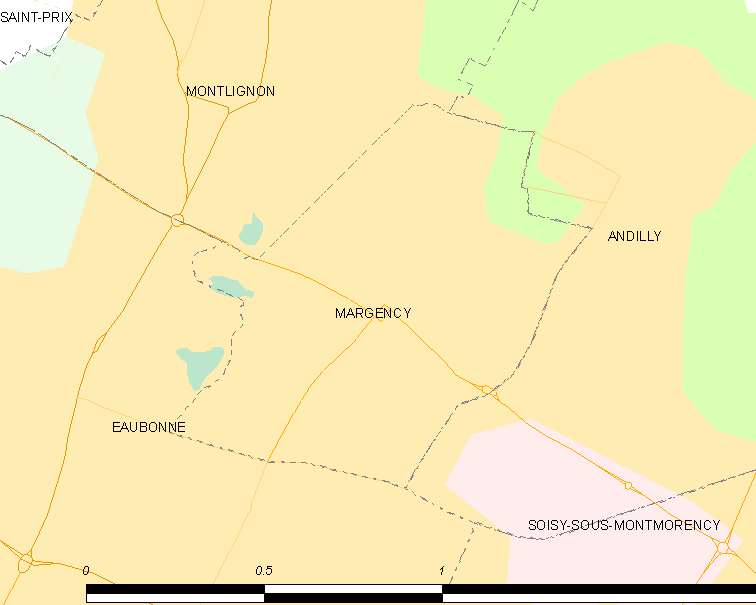
马尔让西的OSM定位图

马尔让西的时区为UTC+01:00、UTC+02:00（夏令时）。

## 行政
马尔让西的邮政编码为95580，INSEE市镇编码为95369。

## 政治
马尔让西所属的省级选区为蒙莫朗西县。

## 人口

1962-2008年间马尔让西人口变化图示

马尔让西于2022年1月1日时的人口数量为2954人。